# Alpha (album Asi)
Alpha to drugi album rockowego kwartetu Asia wydany w 1983 roku. Po ogromnym sukcesie ich poprzedniego albumu  Asia, Alpha sprzedawała się o wiele gorzej. Utwory na ten album zostały napisane przez Geoffa Downesa i Johna Wettona. Steve Howe nie brał udziału w tworzeniu piosenek co spowodowało napięcie między członkami zespołu. Na tym albumie po raz ostatni gra Steve Howe, wracając dopiero na nagranie albumu Phoenix w 2008 roku.

## Lista utworów
1. "Don’t Cry" – 3:41
2. "The Smile Has Left Your Eyes" – 3:13
3. "Never in a Million Years" – 3:46
4. "My Own Time (I'll Do What I Want)" – 4:49
5. "The Heat Goes On" – 5:00
6. "Eye to Eye" – 3:14
7. "The Last to Know" – 4:40
8. "True Colors" – 3:56
9. "Midnight Sun" – 3:48
10. "Open Your Eyes" – 6:26
11. "Daylight" – 3:33 (bonus)

## Twórcy
- John Wetton – gitara basowa, główny wokal
- Carl Palmer – perkusja
- Steve Howe – gitara, wokal
- Geoffrey Downes – keyboard, wokal